# 菓子處大丸
株式会社菓子處大丸（かしどころだいまる）は、北海道北見市に本社を置く製菓販売業者。

## 沿革
- 1934年（昭和09年）10月：野付牛町（現在の北見市）北2条西3丁目に菓子店「生菓子 大丸」を創業。
- 1959年（昭和34年）5月15日：皇太子殿下御結婚記念全国菓子大品評会において岸総理大臣賞を受賞。
- 1975年（昭和50年）12月1日：現在地（北2条西2丁目）に本店を移転。
- 1982年（昭和57年）：きたみ東急百貨店の地下1階に出店（後のパラボ店）。
- 2011年（平成23年）：本店にお休み処を開設。
- 2023年（令和05年）
  - 6月30日：パラボ店を閉店[1]。
  - 9月10日：常盤店を開店[2]。

## 商品
和菓子や洋菓子、ケーキなど幅広い商品を取り扱う。季節により赤飯の販売も行っている。

### 主な商品
- ほっちゃれ - 小麦粉と卵がベースの生地の中にこしあんが入っている鮭の形をした焼き菓子。北見市を代表する土産品の一つ。
- どらやき
- カステラ

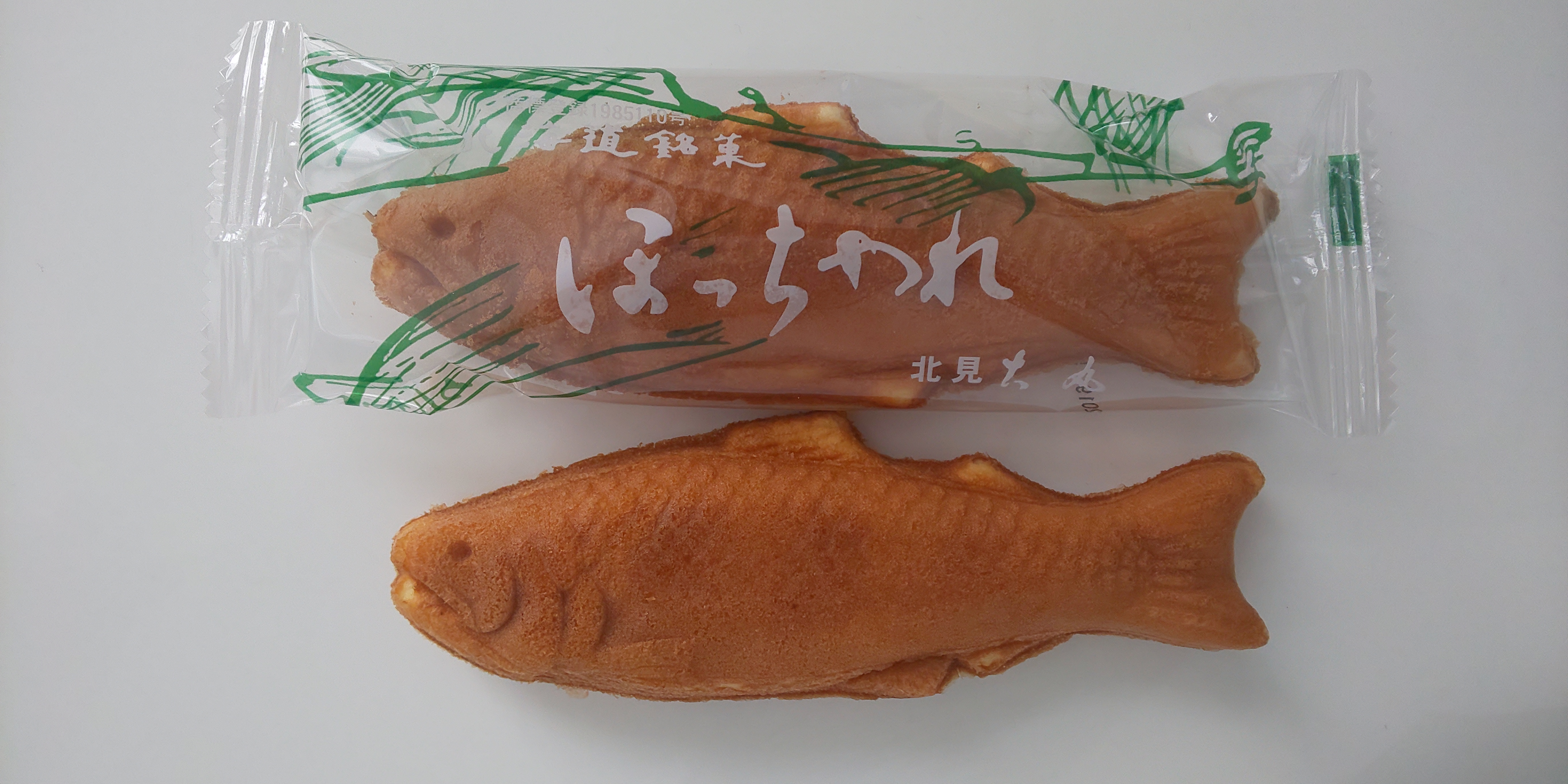
ほっちゃれ

## 店舗
- 本店：北海道北見市北2条西2丁目14番地2
  - 隣接して「お休み処」が設置されており、休憩所や実演販売スペースに利用されている。また、店頭にはサイクルラックが設置されている[3]。
- 常盤店：北海道北見市常盤町3丁目3-20
  - ラウンジ（カフェスペース）やテラスが設けられている[2]。

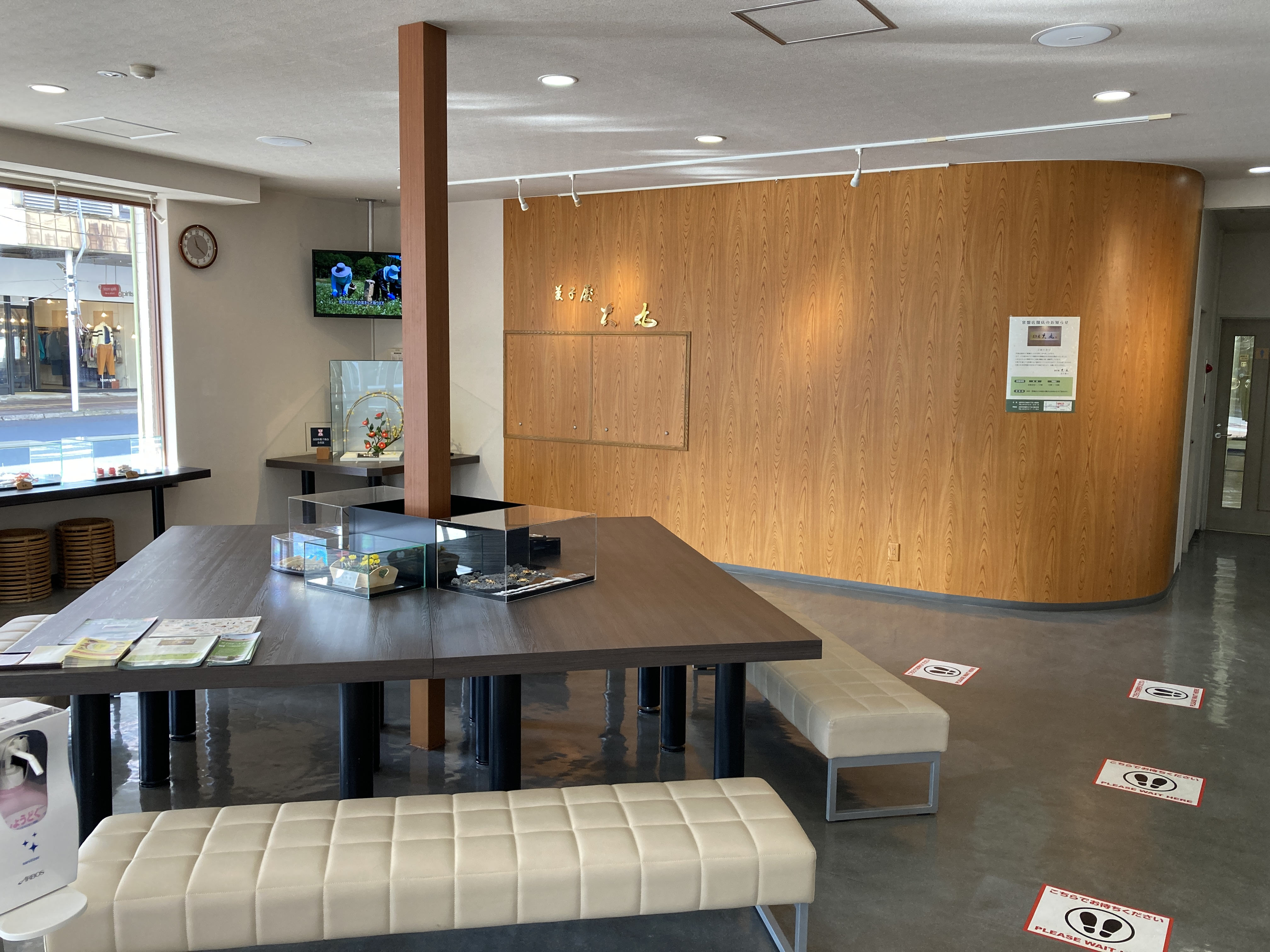
本店お休み処（2023年11月）
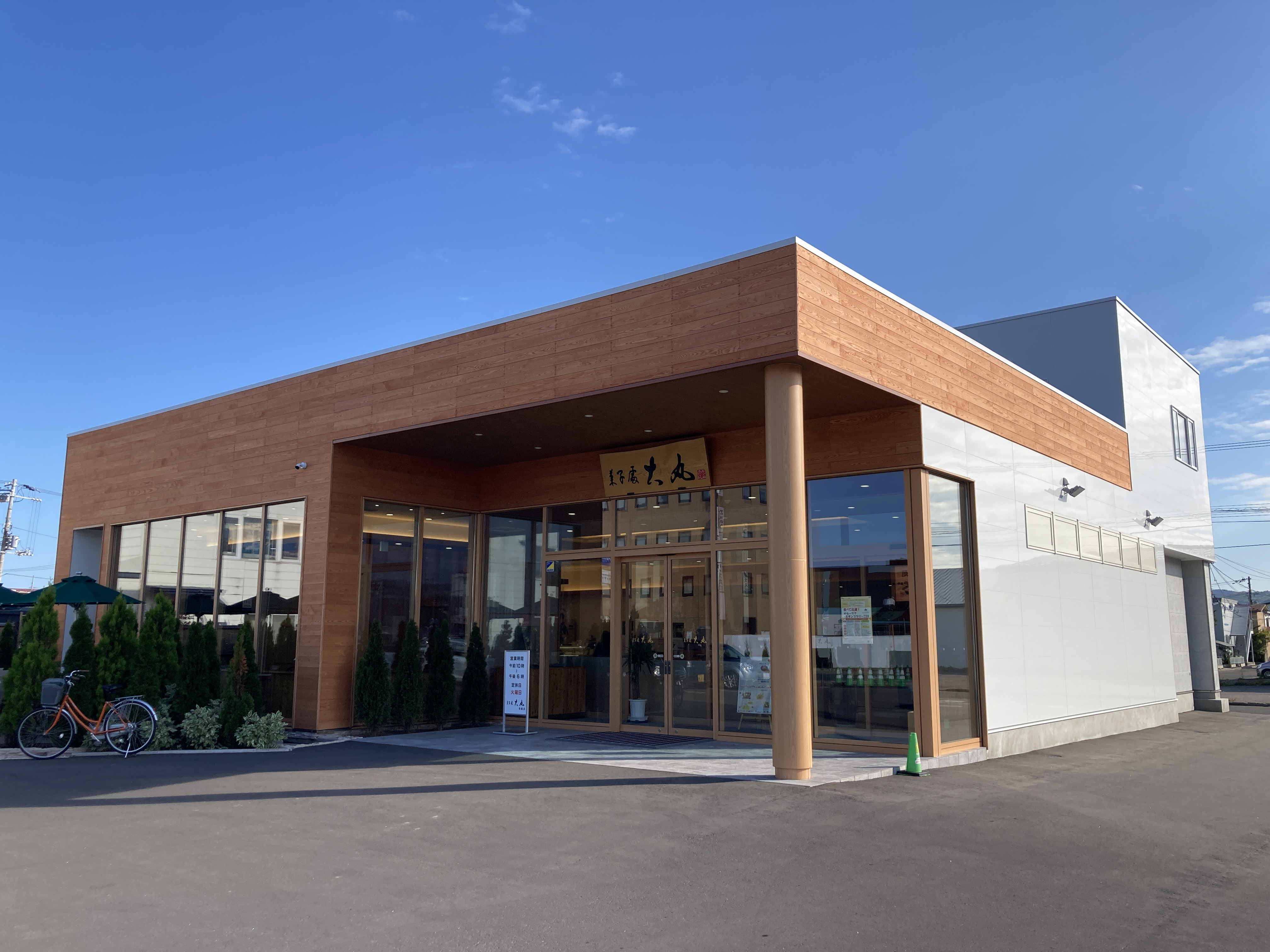
常盤店（2024年10月）

閉店した店舗
- パラボ店：旧きたみ東急百貨店時代の1982年（昭和57年）に開店。常盤店開設のため、2023年（令和5年）6月30日閉店[1]。